# Claes-Ingvar Lagerkvist
Claes-Ingvar Lagerkvist é um astrônomo sueco do Observatório Astronômico de Uppsala. Ele é conhecido por seu trabalho sobre as propriedades rotacionais e de formas de corpos menores do sistema solar.
Ele tem descoberto alguns cometas periódicos, incluindo o P/1996 R2 (Lagerkvist) e o P/1997 T3 (Lagerkvist-Carsenty) (estes ainda não foram numerados, já que eles tiveram uma única aparição).
Ele também descobriu muitos asteroides, tais como o asteroide troiano (37732) 1996 TY68. Em sua homenagem, o asteroide 2875 Lagerkvist, descoberto em 11 de fevereiro de 1983 por Edward L. G. Bowell do Lowell Observatory Near-Earth-Object Search (LONEOS), recebeu o seu nome.